# Jambarjūq
Jambarjūq (persiska: Jambarjūg, جمبر جوق, Janbarjūq, Jambaz Jūq, Jām Barjūy, Jamīz Jaraq) är en ort i Iran.   Den ligger i provinsen Khorasan, i den nordöstra delen av landet, 600 km öster om huvudstaden Teheran. Jambarjūq ligger 1 219 meter över havet och antalet invånare är 770.
Terrängen runt Jambarjūq är platt åt sydväst, men åt nordost är den kuperad.Runt Jambarjūq är det ganska tätbefolkat, med 56 invånare per kvadratkilometer. Närmaste större samhälle är Solţānābād, 16,6 km sydväst om Jambarjūq. Trakten runt Jambarjūq består i huvudsak av gräsmarker.